# Юліївське нафтогазоконденсатне родовище
Юліївське нафтогазоконденсатне родовище — належить до Північного борту нафтогазоносного району Східного нафтогазоносного регіону України.

## Опис
Розташоване в Харківській області на відстані 16 км від м. Валки.
Структура виявлена в 1982 р.
Поклади пов'язані з невеликими брахіантикліналями та тектонічними блоками, що простягаються з зах. на сх. вздовж субширотного скиду амплітудою 100—200 м: Мерчиківською, Оліївською, Добропільською, Золочівською та Караванівською структурами. Загальні розміри площі, в межах якої встановлені
Поклади нафти та газоконденсату, становлять 12,2х2,0 м.
Перший промисловий приплив газу та конденсату отримано з інт. 3630-3800 м у 1986 р., всього пробурено 23 свердловини, якими розкриті утворення кристалічного фундаменту, палеозою, мезозою та кайнозою.
Поклади пластові, тектонічно екрановані та літологічно обмежені. Колектори — пісковики. Режим нафтових покладів — розчиненого газу, газоконденсатних — газовий. Запаси початкові видобувні категорій А+В+С1: нафти — 360 тис. т; газу — 20900 млн. м³; конденсату — 1420 тис. т. Вміст сірки у нафті 0,02-0,032 мас.%.